# وزیر فرهنگ و ارشاد اسلامی
وزیر فرهنگ و ارشاد اسلامی با نام سابق وزیر ارشاد اسلامی و پیش از آن وزیر ارشاد ملی، وزیر وزارت‌خانهٔ فرهنگ و ارشاد اسلامی و یکی از اعضای هیئت دولت جمهوری اسلامی ایران است.
پس از انقلاب ۱۳۵۷، وزارت اطلاعات و جهانگردی ابتدا به «وزارت اطلاعات و تبلیغات» و سپس در خرداد ۱۳۵۸ به «وزارت ارشاد ملی» تغییر نام پیدا کرد. در سال ۱۳۵۹ نام این وزارت‌خانه به «وزارت ارشاد اسلامی» تغییر یافت. همچنین سال ۱۳۶۰ واحدهایی از وزارت فرهنگ و آموزش عالی (که از ادغام وزارت فرهنگ و هنر و وزارت علوم و آموزش عالی تشکیل شده بود) جدا و به این وزارت‌خانه ملحق شد. در واقع از دورهٔ عبدالمجید معادیخواه، امور فرهنگی و هنری تحت نظر وزیر ارشاد اسلامی قرار می‌گیرد.
به این ترتیب بخش عمدهٔ وزارت فرهنگ و هنر و وزارت اطلاعات و جهانگردی دوران پهلوی در این وزارت‌خانه قرار می‌گیرد. در نهایت سال ۱۳۶۶ نام این وزارت‌خانه به «وزارت فرهنگ و ارشاد اسلامی» تغییر یافت.

## فهرست
| ر.                                                                | نام               | نام                               | نگاره         | آغاز تصدی                        | پایان تصدی     | دولت         | رئیس دولت     | م.     |
| ----------------------------------------------------------------- | ----------------- | --------------------------------- | ------------- | -------------------------------- | -------------- | ------------ | ------------- | ------ |
| وزیر ارشاد ملی (در ابتدا با عنوان غیررسمی وزیر اطلاعات و تبلیغات) |                   |                                   |               |                                  |                |              |               |        |
| ۱                                                                 |                   | ناصر میناچی (۱۳۹۲–۱۳۱۰)           |               | ۳ اسفند ۱۳۵۷                     | ۱۹ شهریور ۱۳۵۹ | موقت         | بازرگان       | [ ۳ ]  |
| ۱                                                                 | موقت شورای انقلاب | ناصر میناچی (۱۳۹۲–۱۳۱۰)           | بهشتی         | ۳ اسفند ۱۳۵۷                     | ۱۹ شهریور ۱۳۵۹ | [ ۴ ]        |               |        |
| ۱                                                                 | موقت شورای انقلاب | ناصر میناچی (۱۳۹۲–۱۳۱۰)           | بنی‌صدر        | ۳ اسفند ۱۳۵۷                     | ۱۹ شهریور ۱۳۵۹ | [ ۴ ]        |               |        |
| وزیر ارشاد اسلامی                                                 |                   |                                   |               |                                  |                |              |               |        |
| ۲                                                                 |                   | عباس دوزدوزانی (۱۳۹۷–۱۳۲۱)        |               | ۱۹ شهریور ۱۳۵۹                   | ۲۶ مرداد ۱۳۶۰  | نخست         | رجایی         | [ ۵ ]  |
| ۳                                                                 |                   | عبدالمجید معادیخواه (زادهٔ ۱۳۲۶)   |               | ۲۶ مرداد ۱۳۶۰                    | ۴ مرداد ۱۳۶۱   | دوم          | باهنر         | [ ۶ ]  |
| ۳                                                                 | موقت              | عبدالمجید معادیخواه (زادهٔ ۱۳۲۶)   | مهدوی کنی     | ۲۶ مرداد ۱۳۶۰                    | ۴ مرداد ۱۳۶۱   | [ ۷ ]        |               |        |
| ۳                                                                 | سوم               | عبدالمجید معادیخواه (زادهٔ ۱۳۲۶)   | موسوی         | ۲۶ مرداد ۱۳۶۰                    | ۴ مرداد ۱۳۶۱   | [ ۸ ]        |               |        |
| –                                                                 | سوم               |                                   | موسوی         | میرحسین موسوی (زادهٔ ۱۳۲۰) سرپرست |                | مرداد ۱۳۶۱   | ۱۸ آبان ۱۳۶۱  | [ ۹ ]  |
| ۴                                                                 | سوم               |                                   | موسوی         | سید محمد خاتمی (زادهٔ ۱۳۲۲)       |                | ۱۸ آبان ۱۳۶۱ | ۱۳۶۶          | [ ۱۰ ] |
| ۴                                                                 | چهارم             | [ ۱۱ ]                            | موسوی         | سید محمد خاتمی (زادهٔ ۱۳۲۲)       |                | ۱۸ آبان ۱۳۶۱ | ۱۳۶۶          |        |
| وزیر فرهنگ و ارشاد اسلامی                                         |                   |                                   |               |                                  |                |              |               |        |
| (۴)                                                               |                   | سید محمد خاتمی (زادهٔ ۱۳۲۲)        |               | ۱۳۶۶                             | ۲۵ تیر ۱۳۷۱    | چهارم        | موسوی         | [ ۱۲ ] |
| (۴)                                                               | پنجم              | سید محمد خاتمی (زادهٔ ۱۳۲۲)        | هاشمی         | ۱۳۶۶                             | ۲۵ تیر ۱۳۷۱    | [ ۱۳ ]       |               |        |
| –                                                                 | پنجم              |                                   | هاشمی         | علی لاریجانی (زادهٔ ۱۳۳۶)         |                | ۲۵ تیر ۱۳۷۱  | ۲۰ مرداد ۱۳۷۱ | [ ۱۴ ] |
| ۵                                                                 | پنجم              | ۲۰ مرداد ۱۳۷۱                     | هاشمی         | علی لاریجانی (زادهٔ ۱۳۳۶)         | ۲۶ بهمن ۱۳۷۲   | [ ۱۵ ]       |               |        |
| ۵                                                                 | ششم               | ۲۰ مرداد ۱۳۷۱                     | هاشمی         | علی لاریجانی (زادهٔ ۱۳۳۶)         | ۲۶ بهمن ۱۳۷۲   | [ ۱۶ ]       |               |        |
| ۶                                                                 | ششم               |                                   | هاشمی         | سید مصطفی میرسلیم (زادهٔ ۱۳۲۶)    |                | ۳ اسفند ۱۳۷۲ | ۲۹ مرداد ۱۳۷۶ | [ ۱۷ ] |
| ۷                                                                 |                   | سید عطاءالله مهاجرانی (زادهٔ ۱۳۳۳) |               | ۲۹ مرداد ۱۳۷۶                    | ۲۴ آذر ۱۳۷۹    | هفتم         | خاتمی         | [ ۱۸ ] |
| ۷                                                                 |                   | سید عطاءالله مهاجرانی (زادهٔ ۱۳۳۳) |               | ۲۹ مرداد ۱۳۷۶                    | ۲۴ آذر ۱۳۷۹    | هفتم         | خاتمی         | [ ۱۸ ] |
| –                                                                 |                   | احمد مسجدجامعی (زادهٔ ۱۳۳۵)        |               | ۲۴ آذر ۱۳۷۹                      | ۲۵ دی ۱۳۷۹     | هفتم         | خاتمی         | [ ۱۹ ] |
| ۸                                                                 | ۲۵ دی ۱۳۷۹        | احمد مسجدجامعی (زادهٔ ۱۳۳۵)        | ۲ شهریور ۱۳۸۴ | [ ۲۰ ]                           |                | هفتم         | خاتمی         |        |
| ۸                                                                 | ۲۵ دی ۱۳۷۹        | احمد مسجدجامعی (زادهٔ ۱۳۳۵)        | ۲ شهریور ۱۳۸۴ | هشتم                             | [ ۲۱ ]         |              | خاتمی         |        |
| ۹                                                                 |                   | محمدحسین صفار هرندی (زادهٔ ۱۳۳۲)   |               | ۲ شهریور ۱۳۸۴                    | ۱۲ شهریور ۱۳۸۸ | نهم          | احمدی‌نژاد     | [ ۲۲ ] |
| ۱۰                                                                |                   | سید محمد حسینی (زادهٔ ۱۳۴۰)        |               | ۱۲ شهریور ۱۳۸۸                   | ۲۴ مرداد ۱۳۹۲  | دهم          | احمدی‌نژاد     | [ ۲۳ ] |
| ۱۱                                                                |                   | علی جنتی (زادهٔ ۱۳۲۸)              |               | ۲۴ مرداد ۱۳۹۲                    | ۲۸ مهر ۱۳۹۵    | یازدهم       | روحانی        | [ ۲۴ ] |
| –                                                                 |                   | سید عباس صالحی (زادهٔ ۱۳۴۳) سرپرست |               | ۲۸ مهر ۱۳۹۵                      | ۱۱ آبان ۱۳۹۵   | یازدهم       | روحانی        | [ ۲۵ ] |
| ۱۲                                                                |                   | سید رضا صالحی امیری (زادهٔ ۱۳۴۰)   |               | ۱۱ آبان ۱۳۹۵                     | ۲۹ مرداد ۱۳۹۶  | یازدهم       | روحانی        | [ ۲۶ ] |
| ۱۳                                                                |                   | سید عباس صالحی (زادهٔ ۱۳۴۳)        |               | ۲۹ مرداد ۱۳۹۶                    | ۳ شهریور ۱۴۰۰  | دوازدهم      | روحانی        | [ ۲۷ ] |
| ۱۴                                                                |                   | محمدمهدی اسماعیلی (زادهٔ ۱۳۵۴)     |               | ۳ شهریور ۱۴۰۰                    | ۳۱ مرداد ۱۴۰۳  | سیزدهم       | رئیسی         | [ ۲۸ ] |
| (۱۳)                                                              |                   | سید عباس صالحی (زادهٔ ۱۳۴۳)        |               | ۳۱ مرداد ۱۴۰۳                    | متصدی          | چهاردهم      | پزشکیان       | [ ۲۹ ] |